# Eziolino Capuano
Eziolino Capuano (Salerno, 19 januari 1965) is een Italiaanse voetbalcoach.

## Carrière
Reeds op 23-jarige leeftijd begon Eziolino Capuano, die wegens een blessure vroegtijdig een einde aan zijn carrière als speler had gemaakt, aan een loopbaan als voetbalcoach. In eigen land werd hij eind jaren 80 de trainer van vierdeklasser Ebolitana. Na een korte periode bij Poseidon AICS, trok hij naar zijn geboortestad, waar hij even als trainer aan de slag was. In 1995 vertrok hij naar Altamura Calcio, waar hij de promotie afdwong. Na een jaar verkaste de temperamentvolle Italiaan voor drie seizoenen naar SS Cavese 1919. Tot 2003 wisselde hij jaarlijks van club. Daarna hield hij het twee seizoenen vol bij derdeklasser AS Sora.
Daarna bleef Capuano opnieuw niet langer dan een jaar bij dezelfde club. Bij Juve Stabia krijgt hij in 2006 de leiding over een erg jong elftal. Toch wordt hij uiteindelijk knap zevende in het eindklassement. Een jaar later doet de club het minder goed. Juve Stabia werd op drie na laatste en doorverwezen naar de eindronde. Daarin had de club voldoende aan één doelpunt om zich te redden. In 2009 werd hij aangesteld als de nieuwe trainer van Potenza SC. Daar werd hij door de scheidsrechter regelmatig naar de tribune verwezen. In juli 2010 ruilde hij de club in voor ACR Messina, maar lang hield hij het daar niet vol. Op 6 september 2010 werd Capuano aangesteld als trainer van de Belgische eersteklasser KAS Eupen. De club haalde Capuano naar België als de vervanger van Dany Ost. De samenwerking werd echter op 24 september 2010 al stopgezet.